# Макомер
Макомер (итал. Macomer) — коммуна в Италии, располагается в регионе Сардиния, подчиняется административному центру Нуоро.
Население составляет 10 991 человек (на 2004 г.), плотность населения составляет 90,21 чел./км². Занимает площадь 122,58 км². Почтовый индекс — 8015. Телефонный код — 0785.
Покровителем коммуны почитается святой великомученик и целитель Пантелеимон, празднование 27 июля.